# 達城龍次
達城 龍次（たつしろ りゅうじ、1978年12月19日 -）は、地方競馬の大井競馬場東京都騎手会所属の騎手である。祖父は川崎競馬の下山喜万多調教師。

## 来歴
1996年3月31日付けで地方競馬騎手免許を取得し、高岩隆厩舎からデビュー。同年4月10日、大井競馬第4競走（C3三組条件戦）カネショウサミットでレース初騎乗（11頭立て9番人気8着）。同年6月8日、大井競馬第2競走（4歳一般戦）でダイマツロビー（10頭立て2番人気）に騎乗し、初勝利を挙げる。
その後高岩隆厩舎→村上頼章厩舎→松浦備厩舎と所属変更している。2003年、約1年間アメリカで武者修行を行った。2004年2月21日に帰国、3月の大井開催から騎乗を再開した。
2008年11月11日、大井競馬第5競走の特選（2歳95万円以上300万円未満）をジーエスタイムリーで優勝（14頭立て1番人気）し、地方競馬通算100勝達成。
2012年12月27日付で東京都騎手会所属となった。
地方通算成績は9725戦627勝・2着731回・3着789回・勝率6.4%・連対率14.0%（2023年8月5日現在）。
2019年12月3日、大井競馬第6競走で落馬し、左足大腿骨骨折・左手開放骨折等の大怪我を負った。
2020年11月16日、調教での騎乗を再開。12月7日、大井競馬でレースに復帰した。復帰3戦目となる翌8日の大井競馬第2競走で復帰後初勝利を挙げた。
2023年8月2日、第44回サンタアニタトロフィーにおいて8連勝中のシュアゲイトに騎乗して逃げ切り勝ちを収め、デビュー28年目にして重賞初勝利を果たした。

## 主な騎乗馬
- シュアゲイト（2023年サンタアニタトロフィー（SIII））[8]
- グレースルビー（2024年ブルーリボンマイル（SPI）・2024年若草賞土古記念（SPI））

## スポット騎乗
- 2008年11月20日、第51回道営記念でクールビスティーに騎乗するため門別競馬場へ遠征した[9][10]（14頭立て9着）。
- 2010年10月29日、第14回黒潮菊花賞でコスモグレイスに騎乗するため高知競馬場へ遠征した[11]（10頭立て3番人気6着）。

## 人物
騎手になる前は俳優をしていた。かつてこのことがTwitterの自己紹介でも触れられていた。
騎手デビュー時の身長は144cm。体重は30kgであったが、筋肉を増強することで48kgまで増量した。
騎手を続けながら2007年に通信制の高校に入学して、2010年に卒業した。同年より慶応義塾大学（通信制）に入学。現在はベンチャー企業の経営者、及び不動産投資家でもある。